# San Fernando, Hidalgo
San Fernando är en ort i Mexiko.   Den ligger i kommunen Acaxochitlán och delstaten Hidalgo, i den sydöstra delen av landet, 130 km nordost om huvudstaden Mexico City. San Fernando ligger 2 071 meter över havet och antalet invånare är 109.
Terrängen runt San Fernando är lite bergig. Runt San Fernando är det ganska tätbefolkat, med 155 invånare per kvadratkilometer. Närmaste större samhälle är Huauchinango, 6,8 km nordost om San Fernando. I omgivningarna runt San Fernando växer i huvudsak blandskog.